# Dorian Gray (film, 2009)
Dorian Gray är en brittisk film från 2009 med romanen Dorian Grays porträtt av Oscar Wilde som förlaga. Filmen är regisserad av Oliver Parker. Huvudrollerna spelas av Ben Barnes och Colin Firth

## Rollista (urval)
- Ben Barnes - Dorian Gray
- Colin Firth - Lord Henry Wotton
- Ben Chaplin - Basil Hallward
- Rebecca Hall - Emily Wotton